# ذهبيد السيزيوم
ذهبيد السيزيوم (أو أوريد السيزيوم) هو مركب كيميائي صيغته AuCs؛ ويوجد في الشروط القياسية على شكل صلب بلوري أصفر اللون.
يكون للذهب في هذا المركب حالة أكسدة نادرة وهي -1، وتدعى الأنيونات − Au في هذه الحالة باسم ذهبيد أو أوريد.

## التحضير
يحضر المركب من التفاعل المباشر بين عنصري الذهب والسيزيوم بكميات متناسبة (ستوكيومترية)؛ ويكون الناتج منحلاً في الأمونيا لونه بني، أما المركب الصلب فهو أصفر.

## الخواص
للمركب خواص أيونية، وهو يتحلل مائياً بسهولة ليعطي هيدروكسيد السيزيوم والذهب والهيدروجين. لبلورات مركب ثابت شبكة بلورية مقداره a = 4.24 Å.
يمكن الحصول على مركب ذهبيد رباعي ميثيل الأمونيوم عن طريق تفاعل تبادل من محاليل ذهبيد السيزيوم في الأمونيا مع وجود ريزين تبادل أيوني محملة برياعي ميثيل الأمونيوم.